# Президент
Президе́нт (от лат. praesidens, род. п. praesidentis «сидящий впереди, во главе; председатель») — выборный глава государства в государствах с республиканской или смешанной формой правления, избираемый на установленный (например, конституцией) срок с ограниченной законом властью.
В президентских республиках президент избирается внепарламентским путём: посредством косвенных (США) или прямых (Россия, Аргентина) выборов. В президентских республиках президент обладает обширными фактическими полномочиями, так как он соединяет в своих руках функции главы государства и главы правительства.
В парламентских республиках президент избирается либо парламентом, либо особой коллегией, основу которой составляют парламентарии. Конституции парламентарных республик (за исключением ЮАР, где президент избирается парламентом и является главой правительства) формально наделяют президента широкими полномочиями, но фактически они осуществляются премьер-министром.
Лицо, которое больше не исполняет президентские обязанности, называется экс-президент.

## Понятие института президентства
По всей вероятности, президентами в античные времена называли лиц, которые руководили различными собраниями, однако в современном понимании («глава государства») слово «президент» не употреблялось вплоть до XVIII века.
Лишь при подготовке к принятию Конституции США 1787 года, когда встал вопрос о наименовании нового выборного главы федерального государства, впервые был использован термин «президент» для обозначения такого должностного лица.
Не любой глава государства может быть признан президентом. В отличие от монарха, президент выбирается народом и осуществляет свои полномочия в течение определённого срока. В остальном же конституционно-правовой статус президента может определяться в разных государствах неодинаково. Так, в России «президент является главой государства»; в США, поскольку «исполнительная власть предоставляется президенту Соединённых Штатов Америки», — является главой исполнительной ветви власти, он также «является главнокомандующим армией и флотом Соединённых Штатов», «правомочен заключать международные договоры при условии их одобрения двумя третями присутствующих сенаторов», «назначает послов, других официальных представителей и консулов, судей Верховного суда и всех других должностных лиц Соединённых Штатов», не имеет дополнительного наименования «глава государства», хотя исполняет его функции ; во Франции «президент Республики» также не имеет дополнительного наименования «глава государства» (в конституции отсутствует и термин «глава исполнительной власти», хотя есть «премьер-министр»), его функции определяются аналогично функциям российского президента: президент «следит за соблюдением конституции, обеспечивает своим арбитражем нормальное функционирование публичных властей», является «гарантом национальной независимости, исполнения международных договоров», «является главой вооружённых сил», инициирует и «ратифицирует международные договоры», «председательствует в правительстве».
В юридической литературе выделяется понятие «институт президентства» или «институт президента». Данный институт носит конституционно-правовую природу.
И. Д. Хутинаев, анализируя понятие «социальный институт», отмечает, что институт президентства является предметом анализа различных отраслей наук, которые используют различные методы, ввиду чего вопросы содержания данного понятия остаются дискуссионными. Например, Б. П. Елисеев определяет институт президентства как «интеграционный правовой институт, цель которого состоит в согласовании деятельности институтов государственной власти». Другие авторы рассматривают суть института президентства как систему норм, которые направлены на регулирование процесса выборов президента, его полномочий и функциональных обязанностей и все остальные аспекты исполнения им властных полномочий.
Т. Э. Каллагов рассматривает институт президентства как «совокупность властных полномочий президента в сфере государственного управления, основанных на конституционных нормах, регулирующих функционирование президентской власти».
Другой подход использует М. А. Краснов, который считает, что президентство, как и абсолютная монархия, представляет собой воплощение идеи «отцовства»: как и монарх, президент по сути выполняет функцию «отца нации». В других исследованиях эта точка зрения находит определённую поддержку: так, отмечается, что несмотря на радикальный пересмотр принципов организации власти, который произошёл в Новое и Новейшее время, общество продолжает нуждаться в институте президентства: он существует в 130—140 странах мира, в нём имеется социальная потребность. Президент является символом единства государства, представителем и защитником интересов граждан как в своей стране, так и за рубежом; он несёт персональную ответственность за происходящее в стране.
И. Д. Хутинаев проводит разграничение понятий «институт президентства» и «правовой статус президента», отмечая, что именно президентство является первичным и ввиду этого соответствующий институт имеет более широкое содержание. Правовой статус президента определяет порядок исполнения им своих функциональных обязанностей. Институт президентства же включает в себя также нормы, касающиеся выборов президента, реальный сложившийся на практике объём полномочий президента, прецеденты осуществления им своих полномочий, организацию и порядок функционирования учреждений, обеспечивающих работу президента.
Выделяется также понятие «президентская власть» (не следует понимать её как отдельную ветвь власти в системе разделения властей). Указывается, что осуществляет данную власть не только лично президент, но и иные органы и должностные лица. Спорным является вопрос об обозначении данной системы органов государства. Одни учёные используют термин «механизм президентской власти». Другие вводят понятие «исполнительный аппарат президента». С. А. Авакьян указывает, что систему государственных органов, учреждений и должностных лиц, которые обеспечивают осуществление президентской власти, можно было бы обозначить понятием «команда президента».
В целом к исполнительному аппарату президентской власти следует отнести следующие государственные институты (на примере Российской Федерации — России): Совет Безопасности России, Администрацию Президента России, полномочных представителей президента России, Государственный Совет России, Управление делами Президента России, Главное управление специальных программ Президента России, различные совещательные и консультативные органы, образуемые при президенте России. В других государствах и странах также существуют развитые системы исполнительных органов, обеспечивающих функционирование президентской власти.
Анализируя сложившиеся в мире подходы к институту президентства, можно выделить следующие основные признаки, присущие президентам практически всех государств:
- президент — это выборное должностное лицо;
- президент выполняет функции главы государства;
- он либо является главой исполнительной ветви власти, либо участвует в выработке решений исполнительной власти, инициирует принятие законов, выполняет роль арбитра в системе органов власти;
- он никому не подчинён и не зависит от других государственных органов;
- он обязан соблюдать ограничения, установленные законодательством и не нарушать законы;
- президент обладает большим политическим влиянием, осуществляя верховное руководство текущими политическими делами государства[11].

## Конституционно-правовой статус и значение президента в современных правовых системах
Конституционно-правовой статус президента различается в разных государствах. В частности, существенные отличия имеются в определении положения президента в системе разделения властей. В некоторых государствах (в том числе и в России, Казахстане) президент является главой государства и при этом не относится ни к одной ветви власти — исполнительной, законодательной или судебной. Такое положение закреплено, например, в конституциях Италии и Венгрии.
В других же странах президент, помимо того, что является главой государства, является также главой исполнительной ветви власти. Ярким примером такой страны являются США, конституция которых в статье II.1 указывает, что «исполнительная власть предоставляется президенту Соединённых Штатов Америки». Аналогичные положения содержатся в статье 80 Конституции Мексики: «Осуществление верховной исполнительной власти возлагается на лицо, именуемое „Президент Мексиканских Соединённых Штатов“».
При этом в данных конституциях не указывается прямо, что президент является одновременно и главой государства, и председателем правительства. Впрочем, отдельного поста главы правительства эти конституции не предусматривают, так что вопросов при определении статуса президента в этих государствах не возникает.
Однако в государствах, где помимо президента существует также должность главы правительства, становится актуальной проблема разграничения их правового статуса и полномочий. Так, в Конституции Италии записано, что «Председатель Совета министров руководит общей политикой Правительства и несёт за неё ответственность», а «Президент Республики является главой государства и представляет национальное единство». Из этого следует, что всей полнотой исполнительной власти наделён глава правительства, а не президент.
Аналогичным образом решён вопрос и в Конституции ФРГ. Данная конституция определяет статус президента следующим образом (статья 59): «Федеральный Президент представляет Федерацию в международно-правовых отношениях». В ней не говорится, что президент является главой государства, хотя это и подразумевается. Правовой статус главы правительства же определён достаточно однозначно: «Федеральное Правительство состоит из Федерального Канцлера и федеральных министров» (ст. 62). Таким образом, в Германии канцлер является главой исполнительной власти, а президент выполняет в основном представительские функции.
Некоторые конституции не разрешают проблему соотношения правового статуса президента и главы правительства. Так, Конституция Финляндии указывает, что именно президенту принадлежит высшая исполнительная власть, однако фактически главой правительства является премьер-министр. В Конституции Австрии указано, что «Высшими органами исполнительной власти являются Федеральный президент, федеральные министры и государственные секретари, а также члены правительства земель», при этом прямо не указывается, кто обладает верховной исполнительной властью. Однако анализ перечисленных в данной конституции полномочий президента (статья 65) позволяет говорить, что и в этом случае президент относится к исполнительной власти скорее номинально, не имея большого реального влияния на её решения.
В целом, в большинстве стран, где одновременно введены посты президента и главы правительства зачастую возникают правовые коллизии и споры относительно соотношения их полномочий. Так, скажем, согласно статье 9 Конституции Франции, «Правительство определяет и проводит политику нации», «Президент председательствует в Совете Министров». В то же время, согласно статье 21, «Премьер-министр руководит деятельностью Правительства». В итоге и президент, и премьер-министр имеют юридические основания для осуществления руководства правительством, в результате чего зачастую эффективность их взаимодействия зависит от множества политических факторов.
Особенности имеет статус президента в исламских государствах. Так, в Иране верховная власть принадлежит не президенту, а «Лидеру страны», который является высшим религиозным иерархом. Все остальные органы власти и должностные лица, в том числе президент, подчинены ему.
Во многих государствах Азии и Африки фактически власть принадлежит не высшему должностному лицу, а выдвинувшему его руководящему органу правящей партии. Эта модель была типична и для стран советского блока, в которых существовал институт президента: в них президент лишь озвучивал решения, которые принимались на заседаниях руководящих органов правивших коммунистических партий.
В значительном числе конституций, помимо обязанностей, связанных с исполнением полномочий главы государства, на президента также возлагается значительное число гражданских, моральных и политических обязанностей. В первую очередь такие обязательства связаны с неуклонным соблюдением конституции самим президентом, с защитой конституционных прав граждан и иных положений конституции, с её претворением в жизнь. Так, в Конституции Италии указывается, что президент приносит «присягу на верность Республике и соблюдение Конституции» (ст. 91), в Конституции Финляндии указывается, что президент в своей присяге заявляет, что будет при исполнении своих обязанностей «честно и точно соблюдать Конституцию Республики и законы, а также прилагать все свои силы на благо народа Финляндии». Президент США приносит следующую присягу: «Я торжественно клянусь, что… в полную меру сил своих буду поддерживать, охранять и защищать Конституцию Соединённых Штатов». В Конституции РФ записано, что президент Российской Федерации является гарантом Конституции Российской Федерации, прав и свобод человека и гражданина (статья 80).
Данные положения, несмотря на определённую декларативность, имеют важное значение для общества, поскольку дача президентом подобного обязательства позволяет говорить о законности осуществления им обязанностей президентом, является условием доверия к президенту со стороны народа и сдерживающим фактором, не позволяющим президенту нарушить закон.
Многими конституциями (например, Франции, Польши, Греции) на президента возлагаются и иные сходные обязанности: быть гарантом суверенитета, независимости государства, территориальной целостности, безопасности.
Во многих государствах президент выполняет роль своего рода посредника, арбитра между различными политическими силами и ветвями власти. Согласно Конституции Франции, «президент… обеспечивает своим арбитражем нормальное функционирование публичных властей, а также преемственность государства» (ст. 5). По Конституции Румынии, «Президент Румынии следит за соблюдением Конституции и надлежащим функционированием публичных властей. В этих целях Президент осуществляет функцию посредничества между властями государства, а также между государством и обществом» (статья 80).
Часто устанавливается, что президент не должен быть представителем каких-либо социальных групп, он должен осуществлять свои полномочия в интересах всего общества. Так, президент Греции обязуется «оберегать права и свободы греков и служить общим интересам и прогрессу греческого народа» (ст. 33 Конституции Греции).
Кроме того, на президентов возлагаются обязанности этического характера, прежде всего, добросовестности и справедливости. Так, в присяге президента ФРГ содержатся обязательства «добросовестно исполнять свои обязанности и соблюдать справедливость по отношению к каждому», президента Австрии — «выполнять свои обязанности, используя все знания и следуя доброй совести».
Все перечисленные обязательства президентов направлены на увеличение авторитета их должности. Мировой практике известны случаи нарушения президентами при осуществлении своих обязанностей подобных обязательств. Как правило, в таких случаях (если общество является демократическим) на президента обрушивается поток критики со стороны политических партий, средств массовой информации и общественных организаций, что нередко приводит к добровольной отставке президента. При серьёзном нарушении президент может даже быть принудительно отрешён от должности.

## Классификация моделей президентства
В мире существует большое число исторически сложившихся форм государственного правления. На формирование соотношения полномочий между высшими органами власти в любой стране влияют особенности исторического прошлого страны, традиции и обычаи её политической жизни, а также сложившееся в период принятия конституции равновесие или неравновесие политических сил, лоббирующих тот или иной вариант формы правления. Когда в стране имеется ведущий политический лидер, поддерживаемый всеми слоями общества, зачастую система управления формируется так, чтобы обеспечить ему наибольшие властные полномочия. В результате одни государства предпочли использовать парламентарную систему правления, при которой президент исполняет функции главы государства, но не имеет реальной исполнительной власти (которая предоставлена правительству, подконтрольному парламенту); другие выбрали путь предоставления президенту полномочий, равных или больших, чем у других институтов государственного управления.
Исторически первой моделью президентства является американская модель, сложившаяся за 200 лет истории демократии в США. Данная модель даёт президенту крайне широкие полномочия, поскольку он в одном лице совмещает полномочия главы государства и главы правительства. В то же время, она содержит развитую систему разделения властей, которая за счёт значительного количества сдержек и противовесов не позволяет никакой ветви власти захватить управление государством в свои руки. Можно перечислить основные элементы американской модели:
1. Президент независим от Конгресса США, поскольку и тот, и другой получают власть напрямую от народа путём демократических всеобщих выборов. Президент не может распустить Конгресс, а Конгресс не может отправить в отставку правительство.
2. Назначение высших должностных лиц исполнительной власти является исключительной прерогативой президента. Однако верхняя палата Конгресса (Сенат) имеет право утвердить или не утвердить предложенную президентом кандидатуру.
3. Конгресс США обладает всей полнотой законодательной власти, принимая законы, которые обязательны для исполнения всеми должностными лицами, в том числе президентом. Однако законодательная власть Конгресса сдерживается правом президента наложить на закон вето, преодолеваемое 2/3 голосов Конгресса, а также правом Верховного суда США признать неконституционным любой закон.
4. Вся система исполнительной власти подчинена президенту, а Кабинет министров выполняет лишь функции совещательного органа. При этом Конгресс США осуществляет контроль за соблюдением исполнительной властью законов и особенно за расходованием средств, которые выделены Конгрессом.
5. Президенту предоставляется право издавать указы, связанные с осуществлением своих полномочий федеральными органами исполнительной власти. Отменить указ президента может только Верховный суд, признав его неконституционным, Конгрессу такие полномочия не предоставляются.
6. Именно президент, и только он, предоставляет для утверждения Конгрессу проект государственного бюджета.
7. Президент США является верховным главнокомандующим вооружёнными силами США. В то же время, финансовое обеспечение вооружённых сил, а также объявление войны и заключение мира, находятся в ведении Конгресса.
8. Подписанные президентом международные договоры подлежат обязательному утверждению Сенатом Конгресса США.
9. Внутренние войска и вооружённые силы подконтрольны президенту и могут использоваться для защиты общественного порядка, однако введение чрезвычайного положения в масштабах страны осуществляется только с разрешения Конгресса.
10. Полномочия президента ограничены федеральными органами исполнительной власти. Он не может уволить высших должностных лиц штатов или муниципалитетов.
11. Конгрессу предоставляется право путём импичмента отрешить президента и других должностных лиц (в том числе федеральных судей) от должности.
12. Президент избирается на 4 года, он не может избираться более 2 раз. Сенат избирается на 6 лет, а конгресс на 2 года, без ограничения возможности переизбрания. Судьи Верховного суда исполняют свои обязанности пожизненно. Соответственно, сроки полномочий должностных лиц разных ветвей власти отличаются друг от друга.

Таким образом, президент США, хотя и имеет значительный объём полномочий, осуществляет его лишь в отношении федеральных органов исполнительной власти. Конгресс США и Верховный суд независимы от президента и выступают равноправными партнёрами во всех политических взаимоотношениях. В результате ни один президент США за всю историю данного государства не смог существенно повлиять на какие-то вопросы внутренней или внешней политики, не заручившись поддержкой парламентского большинства. При этом за деятельностью всех высших органов власти, включая президента, осуществляется контроль со стороны всех общественно-политических сил: крупных предпринимателей, общественных организаций, профсоюзов, средств массовой информации, свободных от правительственной цензуры. Велика роль и партийной оппозиции. В результате практически невероятным становится установление режима личной власти президента.
Примером, когда эта система сдержек, противовесов и общественного контроля сделала невозможным чрезмерное расширение властных полномочий президента, является отставка президента Р. Никсона в 1974 году. Никсон попытался усилить исполнительную власть, освободившись от контроля со стороны Конгресса. При этом были допущены грубые нарушения законности (так называемый Уотергейтский скандал, связанный с незаконной записью переговоров оппозиционной партии и последующими попытками президента и его администрации воспрепятствовать расследованию инцидента). В результате против президента выступила сплочённая коалиция, включающая обе палаты Конгресса США, Верховный суд, прессу, партийные и иные общественные организации, что вынудило Никсона добровольно уйти в отставку, не дожидаясь, пока будет начато рассмотрение вопроса об импичменте в Сенате, которое бы закончилось неминуемым отрешением его от должности и возможным привлечением к уголовной ответственности.
Президент не располагает силовыми средствами для воздействия на законодательную власть, партии, органы власти штатов и муниципалитетов, вследствие чего он вынужден искать пути конструктивного взаимодействия, учитывающего интересы всех сторон. Отсутствуют в американской системе и описанные выше коллизии, возникающие в государствах, где разделены посты главы правительства и главы государства. Высока и степень обеспечения преемственности легитимной власти: за всю историю США не было ни одного случая отмены или переноса выборов президента, а в случае смерти президента (в том числе его убийства) его полномочия незамедлительно начинал осуществлять вице-президент, легитимность действий которого не оспаривалась.
Не возникает в американской модели президентства и проблемы несогласия президента с решениями Конгресса. Поскольку он не может распустить законодательный орган, он становится вынужденным соблюдать и следовать его решениям (в случаях, когда преодолено вето). В итоге обеспечивается единство государственной политики. Президент воспринимается в США не как «отец нации», несущий ответственность за всё происходящее в стране, а как должностное лицо одной из ветвей власти, политический лидер, который должен эффективно выполнять государственные функции.
Американская модель президентства была заимствована многими странами Латинской Америки (президент в них также исполняет функции главы правительства, имеются парламенты и верховные судебные органы), однако латиноамериканская модель президентства имеет существенную специфику.
В этих государствах президент наделён значительно большими полномочиями, чем в США, а система сдержек и противовесов не настолько развита. Так, в этих государствах, как правило, не предусмотрено утверждение кандидатур высших должностных лиц исполнительной власти парламентом. В федеративных государствах Латинской Америки президенты могут вмешиваться в деятельность исполнительных органов субъектов федерации (вплоть до отправки в отставку высших должностных лиц штатов). За счёт большой доли государственного сектора в экономике, подконтрольного исполнительной власти, президент имеет широкое влияние на экономическую политику. Кроме того, история стран Латинской Америки, несмотря на давнее установление там президентской системы правления, знает немало случаев военных переворотов, приводящих к установлению власти хунты. Бывали и случаи, когда хунту возглавляли президенты, которые пользовались военной силой для установления режима диктатуры. В целом стабильность многих режимов зависит от лояльности президенту армии и высшего военного руководства страны. Лишь в последнее время в латиноамериканских государствах наметились тенденции стабильного президентства. Во-первых, во многих странах президенту запрещено переизбрание на новый срок. Во-вторых, развиваются многопартийные системы, которые могут составить оппозицию действующему президенту. В-третьих, происходит развитие правовых институтов отрешения президента от должности, которые знаменуют отход от практики использования переворотов, что приводит к большей лояльности военных к избранному президенту.
Ещё большие тенденции к формированию авторитарной власти президента имеет президентская система правления, сложившаяся в странах Африки и Азии. Как правило, президенты в таких странах являются не только главами правительств и главами государств, но и играют ведущие роли в правящих политических партиях. При этом нередко оппозиционные партии являются крайне слабыми или даже вовсе отсутствуют, в результате чего на ключевые посты в правительстве, местных органах власти и парламентах назначаются сторонники президента. Фактически такие парламенты не обладают значимыми законодательными полномочиями, не могут противостоять президенту и придают статус закона любой инициативе, исходящей от президента. Парламент, как правило, может быть распущен президентом. Если наряду с постом президента существует должность председателя правительства, как правило, премьер-министр назначается президентом, неподотчётен парламенту и может быть в любой момент отправлен в отставку президентом. Не является независимой и судебная власть, поскольку судьи назначаются президентом и подконтрольны ему. Характерно выстраивание жёсткой вертикали исполнительной власти с полной подотчётностью местных руководителей президенту.
Президенту подконтрольны силовые структуры, которые часто используются для подавления любых признаков оппозиции действующей власти: нередки случаи объявления чрезвычайного положения, разгона и роспуска парламента. В результате нередко президентство приобретает характер неограниченной диктатуры, а президенты становятся своего рода «отцами нации», имеющими полномочия, характерные для монархов. При этом власть приобретает семейно-клановый характер, а президент, как правило, становится несменяемым. Выборы либо являются практически фиктивными, либо вовсе отменяются с приданием действующему главе государства статуса пожизненного президента. При этом необходимость авторитарного правления обосновывается значительными социально-экономическими трудностями, низким уровнем политического развития, национальными и религиозными конфликтами, неминуемостью гражданской войны и анархии в случае перехода к западным моделям демократии. В то же время, авторитарный режим не спасает от революционных потрясений и гражданских войн. Так, только в 2011 году произошли серьёзные революционные события, приведшие к смещению или значительной утере власти глав государств, в Тунисе, Египте и Ливии.
Специфичная модель президентства сформировалась в Западной Европе. Она используется также в странах Азии и Африки, где сильно влияние европейской культуры: Индия, Израиль, Ливан. В Европе система правления носит полупрезидентский или парламентский характер.
В полупрезидентской модели (наиболее характерным примером её применения является Франция) президент, являющийся главой государства, не осуществляет руководство правительством, хотя и обладает рядом возможностей по влиянию на его политику. Во-первых, он обладает правом созывать заседания правительства или председательствовать на них, определяя повестку дня. Президент утверждает нормативные правовые акты правительства, обладая правом вернуть их для доработки. Кроме того, ему предоставляется право вето в отношении законов, в результате чего он нередко становится своего рода арбитром, посредником, обеспечивающим эффективное взаимодействие всех ветвей власти. Обладает президент и такими значительными рычагами воздействия на политическую жизнь, как роспуск парламента, введение чрезвычайного положения в стране, право проведения референдума по собственной инициативе. Кроме того, президент является верховным главнокомандующим, осуществляет определение направлений внешней политики и руководство её проведением. В результате суммарные полномочия и политический вес президента оказываются весьма высоки.
С другой стороны, президент не обладает полномочиями в сфере исполнительной власти, характерными для американской модели. В формировании правительства велика роль парламента. Даже если главу правительства назначает президент, он всё равно утверждается парламентом. Поэтому на пост премьера может быть назначен лишь тот кандидат, который получит от парламента вотум доверия. Как правило, если одна из партий в парламенте имеет достаточное большинство, премьером назначается именно её представитель, даже если он является оппозиционным президенту. Кроме того, правительство несёт ответственность не перед президентом, а перед парламентом, поэтому существенное влияние на его состав президент приобретает, лишь если парламентское большинство и он сам принадлежат к одной партии. В ситуации, когда парламент находится в оппозиции к президенту, последний не может по своему усмотрению формировать кадровую политику правительства. Его полномочия в этом случае ограничены правом объявить о недоверии правительству в целом, что приведёт к его отставке. Однако при оппозиционности парламента правительство всё равно остаётся независимым от президента, так как оно опирается на парламентское большинство. В итоге в случае, если президент не будет согласовывать свою политику с парламентом, он может оказаться в ситуации, когда исполнять его решения будет некому.
Преимущества полупрезидентской модели заключаются в том, что при наличии у президента реальных властных полномочий, правительство является подконтрольным парламенту. Недостаток этой системе заключается в том, что при отсутствии чёткого конституционного разграничения полномочий президента, главы правительства и парламента, возможно возникновение ситуации, когда президент и премьер-министр будут вести постоянную борьбу за ведущую роль в определении государственной политики, причём противоборство может быть весьма серьёзным и острым.
Хотя критики полупрезидентской модели указывают на двойственное положение президента в системе разделения властей (с одной стороны, он прямо не относится ни к одной ветви власти, с другой — имеет широкие исполнительные полномочия), отмечается, что «концепция разделения властей, являющаяся непреложным постулатом демократии, имеет, прежде всего, ориентирующий характер и нигде, по крайней мере в современных условиях, не осуществляется и, видимо, не может быть осуществлена в „чистых“ формах».
При парламентской модели (наиболее типичные примеры — ФРГ, Швейцария, Ирландия) у президента практически отсутствуют полномочия, связанные с осуществлением исполнительной власти. Хотя президенту может предоставляться права назначать главу правительства, распускать парламент, назначать парламентские выборы, представлять страну в международных отношениях, все эти полномочия президентом осуществляются не по самому усмотрению, а лишь после согласования с главой правительства, который несёт ответственность перед парламентом, который может отправить его и правительство в отставку. Президент при этом, как правило, стоит над партийной системой, сохраняя функции гаранта соблюдения конституции и законодательства. Иногда указывается, что при парламентской системе правления президент фактически лишён каких-либо реальных властных полномочий, как монарх в конституционной монархии, и выполняет лишь представительские функции. Однако в условиях современной западной демократии президент, даже не имеющий реальных властных полномочий, обладает значительным политическим влиянием и авторитетом, что позволяет ему влиять как на внутреннюю, так и внешнюю политику. Кроме того, президент обеспечивает законность, общественное спокойствие и преемственность власти в периоды политических кризисов, чему способствует получение мандата от народа, а также несменяемость президента до окончания срока полномочий.
Таковы основные модели президентской власти. Нередко система правления в отдельных государствах отходит от них: так, несмотря на то, что Италия обычно считается парламентской республикой, её президент имеет право роспуска парламента. В Эстонии, где существует полупрезидентская система, руководство вооружёнными силами осуществляет не президент, а министр обороны и премьер-министр. Так что эта система моделей является в значительной степени условной.
По вопросу о типе республиканской формы правления, существующем в России, в науке существует несколько мнений. Ю. И. Лейбо считает, что республиканскую форму правления в России можно отнести к полупрезидентскому типу, хотя и с некоторыми оговорками. И. Д. Хутинаев также признаёт, что форма правления в России представляет собой смешанный тип, но не соглашается с классификацией его как полупрезидентского, а предполагает считать российскую форму правления индивидуальной (единичной).
Таким образом, в России существует одна из разновидностей президентской формы правления, причём эта разновидность характеризуется особенно сильной президентской властью.
Как президентская, так и полупрезидентская и парламентская системы правления не лишены недостатков и имеют свои достоинства. Любая из них может быть демократической и эффективной при наличии должного баланса сдержек и противовесов, обеспечивающих взаимодействие её элементов.